# Кадуцей

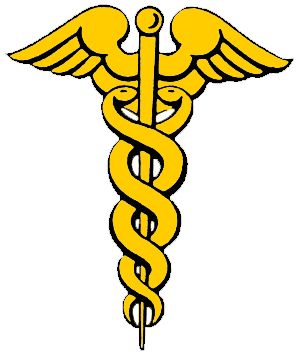
Кадуцей

Кадуце́й, кадуке́й (лат. caduceus) — у греків та римлян жезл оповісників волі богів, атрибут Гермеса (Меркурія), що володів здатністю примиряти. 

## Вигляд
Мав форму палиці, обвитої двома зміями, або крилатої палиці, виготовлявся з маслинового або лаврового дерева і вважався символом недоторканності. Особлива паличка, як жезл промовців, вісників та парламентарів відома у багатьох народів — у стародавніх греків та римлян, у скандинавів, індіанців Канади, а також у Польщі, Литві та Білорусі. Кадуцей гарантував своєму хазяїну недоторканність.

## Рим
У стародавньому Римі кадуцей став атрибутом бога торгівлі Меркурія і замість палички, обвитої виноградною лозою (символ миролюбства), став зображуватись як паличка, обвита двома зміями: бо торгівля вважалась справою мудрою і в той же час потребувала пильності.

## Середньовіччя
В алхімічній символіці — кінцева речовина, гомогенне та добре приготоване, філософський Меркурій. В тантризмі дві змії, обвивші, центральний стовп, — стародавній герметичний символ, який ілюструє основне положення ефірної фізіології. Висхідні зміїні енергії породжують вихор енергії, що перетворює всю людину.

## Модерний час
З ХІХ століття зображення служить у низці країн, наприклад, у США, символом медицини. В окультизмі вважається символом ключа, що відкриває межу між темрявою й світлом, добром і злом, життям і смертю (саме із цим значенням, імовірно, зв'язане використання як символ медицини). У християнстві кадуцей стає атрибутом Богоматері — Софії, з ним Її можна бачити в православній іконографії. Відома, наприклад, ікона Софії Новгородської. На стародавніх іконах Вона в правій руці завжди тримає скіпетр (кадуцей), тобто довге біле із загостреним кінцем ратище.

## Сучасний вжиток
U+2624 ☤ CADUCEUS (HTML &#9764;)
У нові часи кадуцей — емблема торгівлі. У серіалі «Доктор Хаус» кадуцей — символ 6 сезону.
Кадуцей є складовою частиною емблеми Державної фіскальної служби України, а також гербів міст Харкова та Слов'янська.